# Arjit Taneja
Arjit Taneja (nacido el 10 de noviembre de 1992) es un actor de televisión y modelo indio. Ganó el premio al Mejor Actor de Reparto por su papel en Kumkum Bhagya en los Premios Zee Gold.

## Primeros años y educación
Arjit Taneja nació el 10 de noviembre de 1992 y pertenece a una familia panyabí. Asistió a una escuela moderna en Delhi y se graduó con una licenciatura en programación en la Universidad de Delhi.
En 2012, Taneja se mudó de Delhi a Bombay para comenzar su carrera como actor.

## Filmografía

### Películas
| Año  | Título                          | Rol   | Notas | Ref.  |
| ---- | ------------------------------- | ----- | ----- | ----- |
| 2023 | Rocky Aur Rani Kii Prem Kahaani | Sunny | Cameo | [ 2 ] |

### Televisión
| Año           | Título                             | Papel              | Notas            | Ref.  |
| ------------- | ---------------------------------- | ------------------ | ---------------- | ----- |
| 2013          | MTV Splitsvilla 6                  | Concursante        | 13.er lugar      | [ 3 ] |
| 2014-2016     | Kumkum Bhagya                      | Purab Khanna       |                  |       |
| 2015          | Pyaar Ko Ho Jaane Do               | Bilal Khan         |                  |       |
| 2016          | Pyaar Tune Kya Kiya                | Anfitrión          |                  |       |
| 2017          | Nadin                              | Ishaan             |                  | [ 4 ] |
| 2018          | Kaleerein                          | Vivaan Kapoor      |                  | [ 5 ] |
| 2019-2020     | Bahu Begum                         | Azaan Akhtar Mirza |                  |       |
| 2021 y 2022   | Naagin 5 y Naagin 6                | Farishta           |                  | [ 6 ] |
| 2021-2022     | Nath – Zewar Ya Zanjeer            | Shambhu Thakur     |                  | [ 7 ] |
| 2022          | Banni Chow Home Delivery           | Agastya Kapoor     |                  | [ 8 ] |
| 2023          | Fear Factor: Khatron Ke Khiladi 13 | Concursante        | Primer finalista | [ 9 ] |
| 2023-presente | Kaise Mujhe Tum Mil Gaye           | Virat Singh Ahuja  |                  |       |

#### Apariciones especiales
| Año       | Título                                 | Papel             | Ref.   |
| --------- | -------------------------------------- | ----------------- | ------ |
| 2012      | V The Serial                           | Él mismo          |        |
| 2013      | Bade Acche Lagte Hain                  | Él mismo          |        |
| 2014-2015 | Box Cricket League 1                   | Él mismo          | [ 10 ] |
| 2015      | Bad Company                            | Él mismo          | [ 11 ] |
| 2016      | Box Cricket League 2                   | Él mismo          | [ 12 ] |
| 2018      | Juzzbaatt – Sangeen Se Namkeen Tak     | Él mismo          | [ 13 ] |
| 2018      | Kundali Bhagya                         | Vivaan            |        |
| 2018      | Zindagi Ki Mehek                       | Vivaan            |        |
| 2018      | Guddan Tumse Na Ho Payega              | Vivaan            |        |
| 2019      | Api & Cinta                            | Sunjoy            | [ 14 ] |
| 2019      | Bepanah Pyaar                          | Azaan             |        |
| 2019      | Shakti - Astitva Ke Ehsaas Ki          | Azaan             |        |
| 2020      | Choti Sarrdaarni                       | Azaan             |        |
| 2021      | Kuch Toh Hai: Naagin Ek Naye Rang Mein | Farishta          |        |
| 2022      | Hunarbaaz: Desh Ki Shaan               | Él mismo          |        |
| 2022      | Naagin 6                               | Farishta          |        |
| 2023      | Bekaboo                                | Vansh Raichand    |        |
| 2023      | Entertainment Ki Raat Housefull        | Él mismo          |        |
| 2023      | Kundali Bhagya                         | Virat Singh Ahuja |        |

### Videos musicales
| Año  | Título          | Cantante(s)                               | Ref.   |
| ---- | --------------- | ----------------------------------------- | ------ |
| 2018 | Main Jaandiyaan | Meet Bros, Neha Bhasin, Piyush Mehroliyaa | [ 15 ] |
| 2019 | Naseeba         | Shaan                                     | [ 16 ] |
| 2019 | Farishta        | Arko Pravo Mukherjee, Asees Kaur          | [ 17 ] |
| 2020 | Ik Dafa To Mil  | Oye Kunaal                                | [ 18 ] |